# Flett Crags
Flett Crags är en kulle i Antarktis. Den ligger i Östantarktis. Storbritannien gör anspråk på området. Toppen på Flett Crags är 1 762 meter över havet.
Terrängen runt Flett Crags är huvudsakligen lite kuperad. Flett Crags ligger uppe på en höjd som går i öst-västlig riktning. Trakten är obefolkad. Det finns inga samhällen i närheten. 